# Сент-Дод
Сент-Дод (фр. Sainte-Dode) — коммуна во Франции, находится в регионе Юг — Пиренеи. Департамент — Жер. Входит в состав кантона Мьелан. Округ коммуны — Миранд.
Код INSEE коммуны — 32373.

## География
Коммуна расположена приблизительно в 630 км к югу от Парижа, в 90 км западнее Тулузы, в 31 км к юго-западу от Оша.
На востоке коммуны протекает река Баиз, а на западе — река Ос.

## Климат
Климат умеренно-океанический. Лето жаркое и немного дождливое, температура часто превышает 35 °С. Зимой часто бывает отрицательная температура и ночные заморозки. Годовое количество осадков — 700—900 мм.

## Население
Население коммуны на 2010 год составляло 223 человека.
| 1962 | 1968 | 1975 | 1982 | 1990 | 1999 | 2010 |
| ---- | ---- | ---- | ---- | ---- | ---- | ---- |
| 354  | 322  | 285  | 260  | 264  | 237  | 223  |

## Администрация
| Период | Период | Фамилия       | Партия | Примечания |
| ------ | ------ | ------------- | ------ | ---------- |
| 2001   | 2014   | Жан-Пьер Рико |        |            |
| 2014   | 2020   | Эрве Тюжаг    |        |            |

## Экономика
В 2010 года среду 135 человек трудоспособного возраста (15-64 лет) 102 были экономически активными, 33 — неактивными (показатель активности — 75,6 %, в 1999 году было 65,4 %). Из 102 активных жителей работали 98 человек (47 мужчин и 51 женщина), безработных было 4 (2 мужчин и 2 женщины). Среди 33 неактивных 5 человек были учениками или студентами, 21 — пенсионерами, 7 были неактивными по другим причинам.

## Достопримечательности
- Церковь Св. Доды (XII век). Исторический памятник с 2007 года[4]

## Фотогалерея

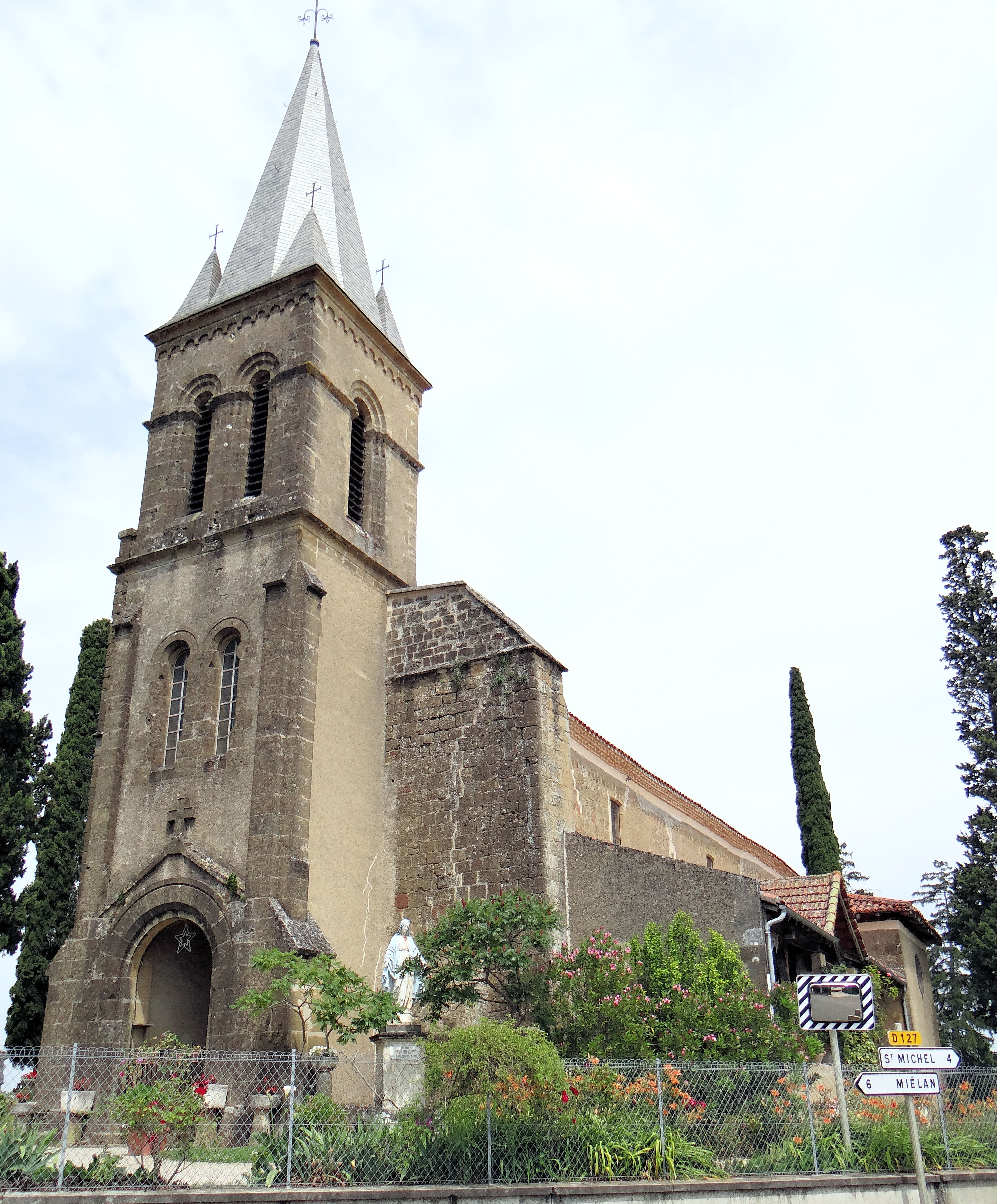
Церковь Св. Доды
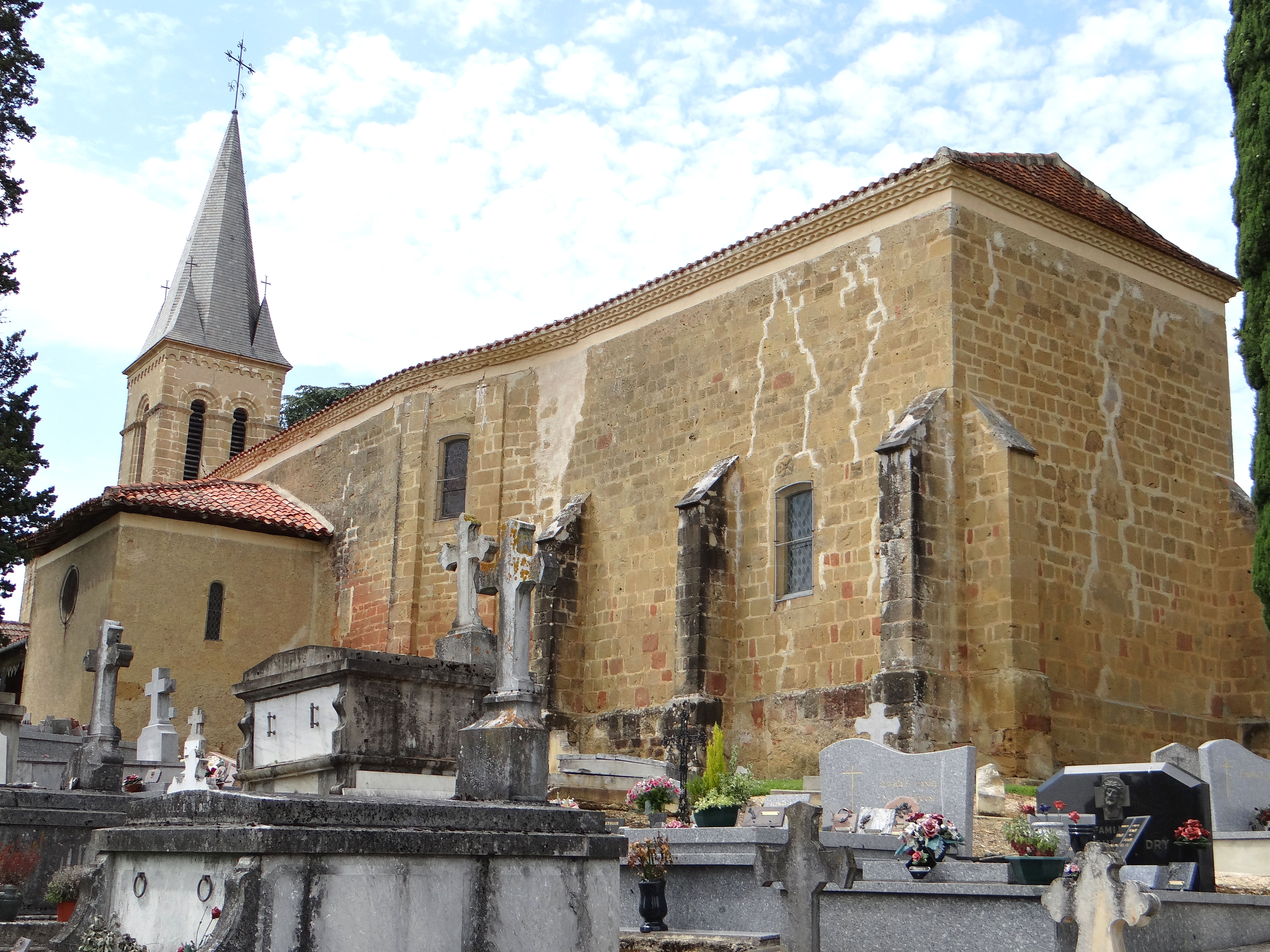
Церковь Св. Доды
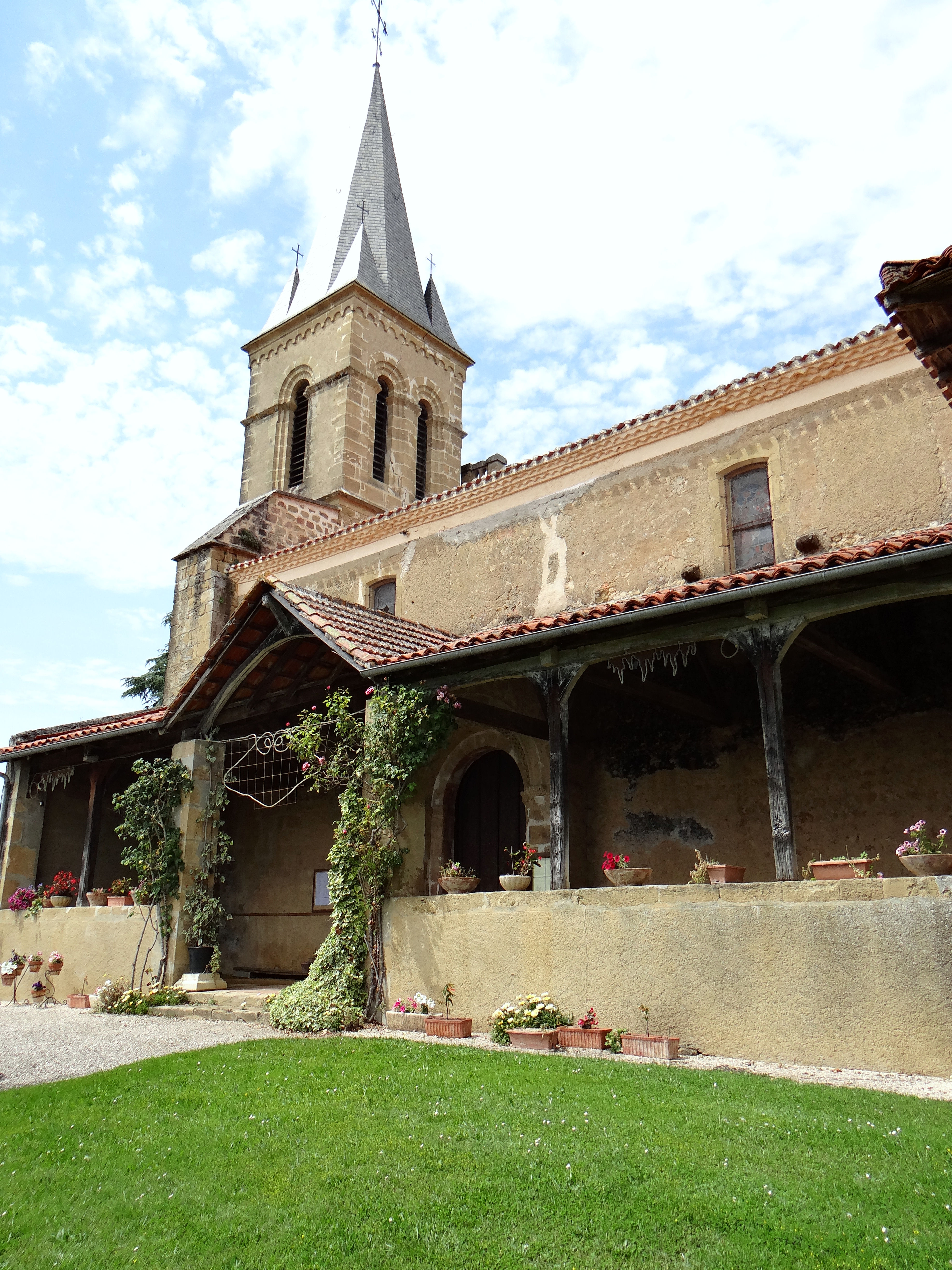
Церковь Св. Доды
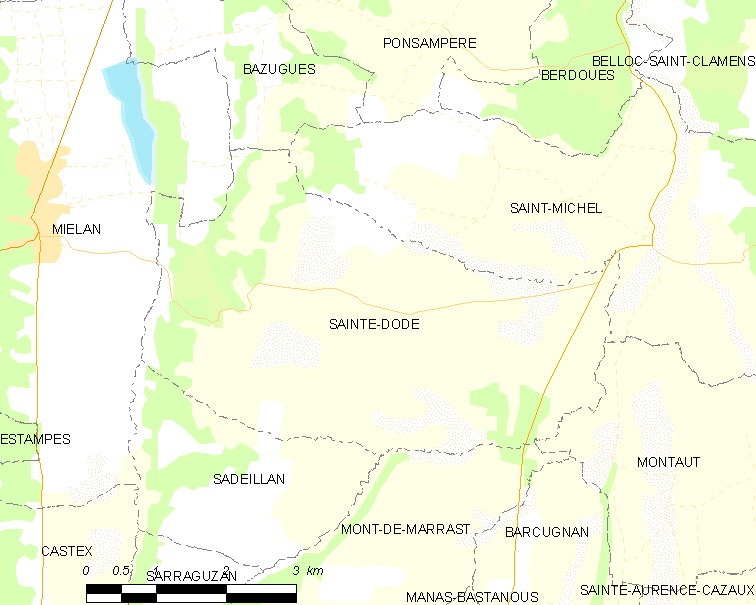
Карта коммуны